# Круглое (Ростовская область)
Кру́глое — село в Азовском районе Ростовской области, административный центр Круглянского сельского поселения.

## История
Основано в 1737 году (в 2007 году в честь 270-летия основания прошло торжественное открытие и освящение креста-оберега).

## География
Расположено в 20 км (по дорогам) юго-западнее районного центра — города Азова, на берегу Таганрогского залива.

### Улицы
| - пер. Будённого, - пер. Калинина, - пер. Ленина, - пер. Чехова, - пер. Шолохова, - ул. 60 лет Октября, - ул. 60 лет СССР, | пер.Ломоносова - ул. Гоголя, - ул. Горького, - ул. Комсомольская, - ул. Мира, - ул. Пролетарская, - ул. Титова. |

## Население
| 1989 | 2002  | 2010  |
| ---- | ----- | ----- |
| 2064 | ↗2229 | ↗2335 |

## Инфраструктура
В селе имеются: школа, детский сад, школа искусств, фельдшерский пункт, сельпо, библиотека, дом культуры, Вознесенский молитвенный дом (настоятель — Николай Краснослободцев).
При советской власти в селе находилась врачебная амбулатория, ныне находящаяся в полуразрушенном состоянии, и летний клуб — также пришедший в негодность.
В селе находится церковь Вознесения Господня.

## Достопримечательности
- В селе находится памятник архитектуры — трёхпрестольная церковь. Памятник построен в начале XX века. Решением Малого Совета облсовета № 301 от 18 ноября 1992 года церковь внесена в список объектов культурного наследия местного значения под кодом № 6100440000[4].
- В 1,1 километрa южнее западной окраины села находится памятник археологии — Курганный могильник «Круглое-1» (3 насыпи). Памятник датируется II тысячелетием до н. э. — XIV веком н. э. Решением Малого Совета облсовета № 301 от 18 ноября 1992 года могильник внесён в список объектов культурного наследия местного значения под кодом № 6100333000[5].
- В 1,5 километрaх южнее села, в 500 метрах севернее молочно-товарной фермы находится памятник археологии — Курганный могильник «Круглое-2» (4 насыпи). Памятник датируется II тысячелетием до н. э. — XIV веком н. э. Решением Малого Совета облсовета № 301 от 18 ноября 1992 года могильник внесён в список объектов культурного наследия местного значения под кодом № 6100334000[6].
- В 2 километрaх южнее села, в 350—750 метрах северо-западнее 2-й молочно-товарной фермы находится памятник археологии — Курганный могильник «Круглое-3» (2 насыпи). Памятник датируется II тысячелетием до н. э. — XIV веком н. э. Решением Малого Совета облсовета № 301 от 18 ноября 1992 года могильник внесён в список объектов культурного наследия местного значения под кодом № 6100335000[7].
- В 2,5 километрaх южнее села, в 350 метрах севернее свино-товарной фермы находится памятник археологии — Курганный могильник «Круглое-4» (2 насыпи). Памятник датируется II тысячелетием до н. э. — XIV веком н. э. Решением Малого Совета облсовета № 301 от 18 ноября 1992 года могильник внесён в список объектов культурного наследия местного значения под кодом № 6100336000[8].
- В 1,3 километрa южнее села, на берегу трассы Приморского канала находится памятник археологии — Курганный могильник «Круглое-5». Памятник датируется II тысячелетием до н. э. — XIV веком н. э. Решением Малого Совета облсовета № 301 от 18 ноября 1992 года могильник внесён в список объектов культурного наследия местного значения под кодом № 6100337000[9].
- В 150 метрaх западнее северо-западной окраины села находится памятник археологии — Курганный могильник «Круглое-6». Памятник датируется II тысячелетием до н. э. — XIV веком н. э. Решением Малого Совета облсовета № 301 от 18 ноября 1992 года могильник внесён в список объектов культурного наследия местного значения под кодом № 6100338000[10].
- В 2 километрaх южнее села находится памятник археологии — Курганный могильник «Кугейская падь-1» (4 насыпи). Памятник датируется II тысячелетием до н. э. — XIV веком н. э. Решением Малого Совета облсовета № 301 от 18 ноября 1992 года могильник внесён в список объектов культурного наследия местного значения под кодом № 6100340000[11].